# Schreineria populnea
Schreineria populnea är en stekelart som först beskrevs av Giraud 1872.  Schreineria populnea ingår i släktet Schreineria och familjen brokparasitsteklar. Inga underarter finns listade i Catalogue of Life.